# اسکار گایر
اسکار گایر (انگلیسی: Oscar Geier; ۱۹ august ۱۸۸۲ – ۵ نوامبر ۱۹۴۲ (۶۰ ساله)) ورزشکار بابسلد اهل سوئیس بود.
وی در مسابقات کشوری و بین‌المللی در مجموع برندهٔ ۱ مدال نقره شده‌است.